# Wilfredo Vázquez
Wilfredo Vázquez est un boxeur portoricain né le 2 août 1960 à Bayamón.

## Carrière
Il a remporté au cours de sa carrière professionnelle le titre de champion du monde dans 3 catégories différentes: poids coqs WBC (en 1987 et 1988), super coqs WBA (de 1992 à 1995) et poids plumes WBA (en 1996 et 1997).

## Distinction
- Sa victoire au 11e round contre Eloy Rojas est élue KO de l'année en 1996 par Ring Magazine.